# Йозеф Штраус
Йо́зеф Штраус (нім. Josef Strauß; нар. 20 серпня 1827, Відень — пом. 22 липня 1870, Відень) — австрійський композитор, скрипаль, диригент, інженер. Один з трьох синів відомого композитора Йоганна Штрауса (батька Артема Вознюк Місті Вараш

## Життєпис
Народився у Відні в родині відомого композитора Йоганна Штрауса (батька) 20 серпня 1827 року. Був другою дитиною в сім'ї, в якій всього було п'ятеро дітей. Через постійні гастролі по Європі батько майже не займався вихованням дітей. При цьому він не вітав прагнення дітей до композиторської діяльності та до гри на скрипці. Всупереч цьому його старший син Йоганн навчався грі на скрипці та схилив до цього і Йозефа.
Йозеф навчався у Віденському технічному університеті і збирався стати інженером-будівельником та архітектором, але не музикантом. Як інженер він навіть мав кілька винаходів. Але після смерті батька на сімейній раді вирішили, що старшому брату було б непосильно, крім гастрольної, композиторської діяльності, ще й диригувати батьківським оркестром. Тож він мусив погодитись на роботу диригента й надалі присвятив музиці все своє життя. Він був талановитим скрипалем і диригентом, писав вальси за стилем, схожим на вальси брата Йоганна. Був романтиком, поетом.
Під час концертного туру у Варшаві він знепритомнів на диригентському подіумі. Невдовзі він помер у Відні. Це сталося 22 липня 1870 року. Причина смерті залишилась невідомою, оскільки його вдова не дала згоду на розтин.
Йозефа Штрауса поховали в могилі матері на кладовищі Святого Марка. 12 жовтня 1909 року останки обох перепоховали в почесній могилі на Віденському центральному кладовищі (група 32 А, № 44).

## Вальси
- «Сільські ластівки з Австрії»
- «Моє життя — це радість і любов»
- «Акварелі»
- Полька «Піцикато»
- Полька «Свято Вогню»
- Вальс «Перетворення»
- Полька-мазурка «Жіноче серце»
- Полька-мазурка «Die Libelle» («Бабка»), тв. 204
- Вальс «Delirien» («Марення»), тв. 212
- «Динаміди»